# John Elliott
John Elliott, född 24 oktober 1773 i Georgia, död 9 augusti 1827 i Liberty County, Georgia, var en amerikansk politiker (demokrat-republikan). Han representerade delstaten Georgia i USA:s senat 1819-1825.
Elliott utexaminerades 1794 från Yale College. Han studerade sedan juridik och inledde 1797 sin karriär som advokat i Sunbury.
Elliott efterträdde 1819 Charles Tait som senator för Georgia. Han efterträddes sex år senare av John M. Berrien.
Elliotts grav finns på Old Midway Cemetery i Liberty County.